# Platyrrhinus fusciventris
Platyrrhinus fusciventris é uma espécie de morcego da família Phyllostomidae. Pode ser encontrada na Venezuela, Guiana, Suriname, Guiana Francesa, Trinidad e Tobago, Brasil e Equador.